# ATC-kod J04: Medel mot mykobakterier
ATC-kod J04: Medel mot mykobakterier är en del av klassificeringssystemet ATC (Anatomical Therapeutic Chemical Classification System) för läkemedel och vissa andra medicinska produkter. ATC utvecklas av WHO och består av alfanumeriska koder indelade i grupper utifrån anatomi, medicinsk funktion och läkemedelstyp på 5 olika kodnivåer. Denna sida utgör innehållet i en specifik grupp på nivå 2.

## J04A Medel mottuberkulos

### J04AAAminosalicylsyraoch derivat
J04AA01 Aminosalicylsyra
J04AA02 Natriumaminosalicylat
J04AA03 Kalciumaminosalicylat

### J04ABAntibiotika
J04AB01 Cykloserin
J04AB02 Rifampicin
J04AB03 Rifamycin
J04AB04 Rifabutin
J04AB05 Rifapentin
J04AB30 Kapreomycin

### J04ACHydrazider
J04AC01 Isoniazid
J04AC51 Isoniazid, kombinationer

### J04ADTiokarbamidderivat
J04AD01 Protionamid
J04AD02 Tiokarlid
J04AD03 Etionamid

### J04AK Övriga medel mot tuberkulos
J04AK01 Pyrazinamid
J04AK02 Etambutol
J04AK03 Terizidone
J04AK04 Morinamid

### J04AM Kombinationsmedel mot tuberkulos
J04AM01 Streptomycin och isoniazid
J04AM02 Rifampicin och isoniazid
J04AM03 Etambutol och isoniazid
J04AM04 Tioacetazon och isoniazid
J04AM05 Rifampicin, pyrazinamid och isoniazid
J04AM06 Rifampicin, pyrazinamid, etambutol och isoniazid

## J04B Medel motlepra

### J04BA Medel mot lepra
J04BA01 Klofazimin
J04BA02 Dapson
J04BA03 Sulfoxonnatrium

### Engelska
- WHO Collaborating Centre for Drug Statistics Methodology - ATC Index
- WHO Collaborating Centre for Drug Statistics Methodology - ATCvet Index

### Svenska
- SIL online
- FASS.se - ATC
- FASS.se - Veterinär-ATC
- Sök läkemedelsfakta - Läkemedelsverket
- Socialstyrelsen : Klassifikationer
- Nationellt produktregister för läkemedel - NPL